# 打鼓嶺道
打鼓嶺道（英語：Tak Ku Ling Road）是一條位於香港九龍九龍城的街道，是由南向北的單程路，北接賈炳達道與樂善道交界，南接太子道西。其名稱因九龍打鼓嶺村得名，現址位於摩士公園（三號公園）足球場。

## 名字由來

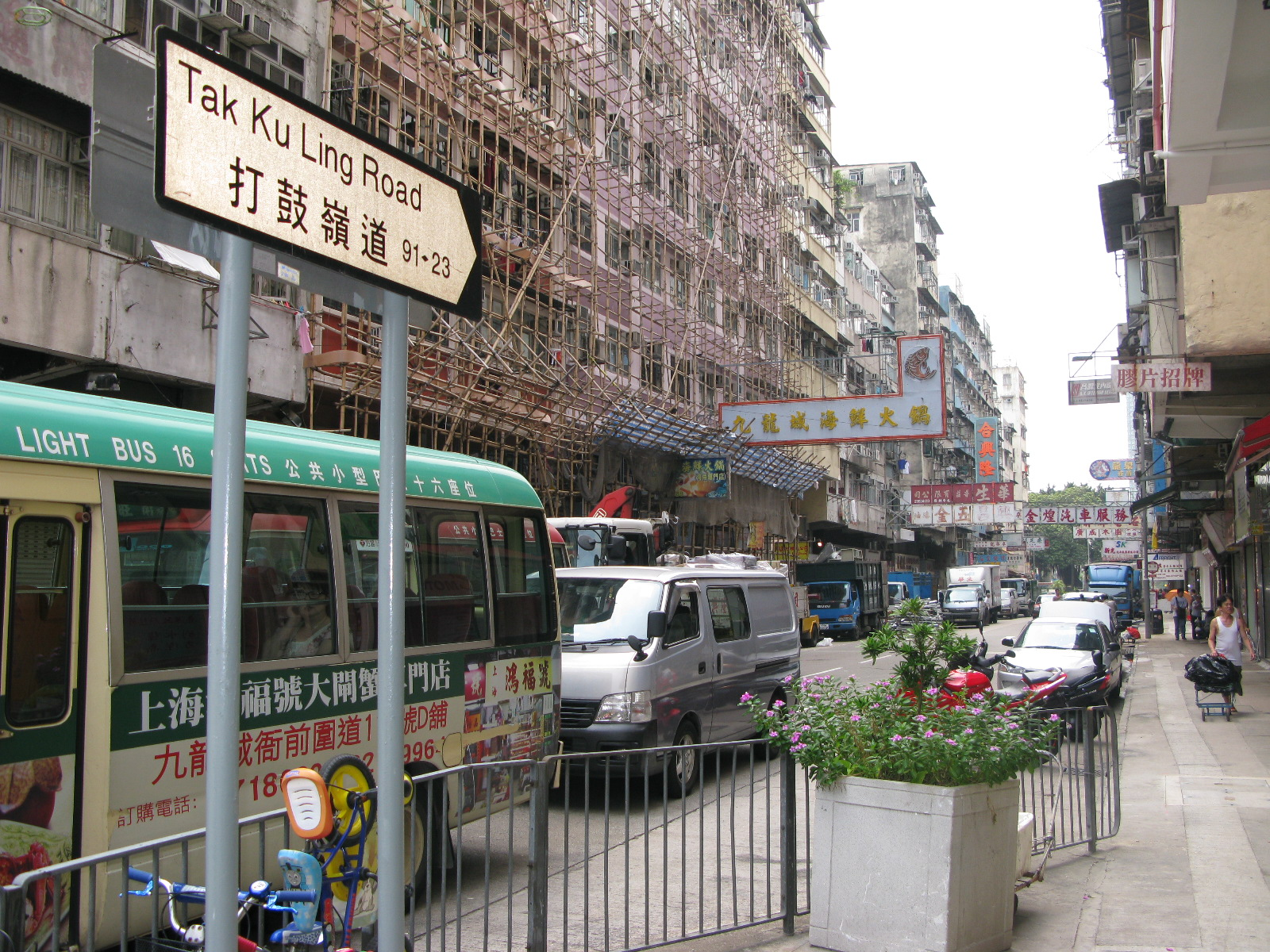
打鼓嶺道的街道牌

「打鼓」，意為打更擊鼓；「嶺」是指高地。當時打鼓嶺村較高，夜深常有盜賊打劫，所以村民自組成更夫隊，在城牆上打更報時。後來人們將這條更夫聚集的村稱為打鼓嶺村，而在此開發道路，亦被命名為打鼓嶺道。
其後因應啟德機場需要擴建，打鼓嶺村自此搬遷至西貢清水灣，成為打鼓嶺新村。
歷史學者蕭國健則指清朝時，打鼓嶺道位於九龍寨城衙門南門正面，當有官紳要從對出的九龍灣登岸時，在此打鼓歡迎。
不過其英文譯名寫成 Tak Ku Ling，相信是手民之誤，因爲「打」不是入聲字，而參考打鼓嶺的地方名則爲 Ta Ku Ling。